# 100 meter för damer i friidrott vid olympiska sommarspelen 1972
100 meter för damer vid olympiska sommarspelen 1972 i München avgjordes 1-2 september. 

## Medaljörer
| Gren      | Guld                         | Guld       | Silver                     | Silver | Brons                | Brons |
| 100 meter | Renate Stecher · Östtyskland | 11,07 (VR) | Raelene Boyle · Australien | 11,23  | Silvia Chibás · Kuba | 11,24 |

## Resultat
- Q innebär avancemang utifrån placering i heatet.
- q innebär avancemang utifrån total placering.
- DNS innebär att personen inte startade.
- DNF innebär att personen inte fullföljde.
- DQ innebär diskvalificering.
- NR innebär nationellt rekord.
- OR innebär olympiskt rekord.
- WR innebär världsrekord.
- WJR innebär världsrekord för juniorer
- AR innebär världsdelsrekord (area record)
- PB innebär personligt rekord.
- SB innebär säsongsbästa.

### Heat

#### Heat 1
| Placering | Namn             | Nationalitet   | Bana | Tid   |
| --------- | ---------------- | -------------- | ---- | ----- |
| 1         | Silvia Chivás    | Kuba           | 3    | 11,18 |
| 2         | Annegret Richter | Västtyskland   | 7    | 11.30 |
| 3         | Wilma van Gool   | Nederländerna  | 4    | 11.43 |
| 4         | Andrea Lynch     | Storbritannien | 1    | 11.52 |
| 5         | Mattiline Render | USA            | 5    | 11.60 |
| 6         | Juana Mosquera   | Colombia       | 8    | 11.64 |
| 7         | Marion Hoffman   | Australien     | 6    | 11.68 |
| 8         | Missie Misomali  | Malawi         | 2    | 12.78 |

#### Heat 2
| Placering | Namn               | Nationalitet    | Bana | Tid   |
| --------- | ------------------ | --------------- | ---- | ----- |
| 1         | Esther Shakhamorov | Israel          | 7    | 11,45 |
| 2         | Ivanka Valkova     | Bulgarien       | 1    | 11.49 |
| 3         | Eva Lehocká        | Tjeckoslovakien | 5    | 11.50 |
| 4         | Evelin Kaufer      | Östtyskland     | 8    | 11.59 |
| 5         | Galina Bucharina   | Sovjetunionen   | 3    | 11.69 |
| 6         | Beatrice Lungu     | Zambia          | 4    | 12.42 |
| 7         | Fatima El-Faquir   | Marocko         | 2    | 12.56 |
| 8         | Russel Carrero     | Nicaragua       | 6    | 13.45 |

#### Heat 3
| Placering | Namn             | Nationalitet   | Bana | Tid   |
| --------- | ---------------- | -------------- | ---- | ----- |
| 1         | Iris Davis       | USA            | 3    | 11,34 |
| 2         | Alice Annum      | Ghana          | 5    | 11.54 |
| 3         | Anita Neil       | Storbritannien | 8    | 11.55 |
| 4         | Cecilia Molinari | Italien        | 1    | 11.61 |
| 5         | Pam Kilborn      | Australien     | 4    | 11.73 |
| 6         | Linda Haglund    | Sverige        | 2    | 11.97 |
| 7         | Freida Nicholls  | Barbados       | 7    | 12.16 |
| 8         | Irene Fitzner    | Argentina      | 6    | 12.51 |

#### Heat 4
| Placering | Namn                | Nationalitet | Bana | Tid   |
| --------- | ------------------- | ------------ | ---- | ----- |
| 1         | Renate Stecher      | Östtyskland  | 5    | 11,31 |
| 2         | Rosie Allwood       | Jamaica      | 4    | 11.46 |
| 3         | Barbara Ferrell     | USA          | 3    | 11.47 |
| 4         | Hannah Afriyie      | Ghana        | 1    | 11.90 |
| 5         | Laura Nappi         | Italien      | 6    | 12.02 |
| 6         | Carolina Rieuwpassa | Indonesien   | 7    | 12.23 |
| 7         | Amelita Alanes      | Filippinerna | 2    | 12.37 |
| 8         | Meas Kheng          | Kambodja     | 8    | 12.72 |

#### Heat 5
| Placering | Namn              | Nationalitet  | Bana | Tid   |
| --------- | ----------------- | ------------- | ---- | ----- |
| 1         | Raelene Boyle     | Australien    | 7    | 11,37 |
| 2         | Carmen Valdés     | Kuba          | 1    | 11.53 |
| 3         | Ingrid Becker     | Västtyskland  | 3    | 11.55 |
| 4         | Ljudmila Zjarkova | Sovjetunionen | 8    | 11.56 |
| 5         | Ellen Strophal    | Östtyskland   | 4    | 11.63 |
| 6         | Tuula Rautanen    | Finland       | 6    | 11.89 |
| 7         | Emilie Edet       | Nigeria       | 2    | 12.06 |
| 8         | Mireille Joseph   | Haiti         | 5    | 13.84 |

#### Heat 6
| Placering | Namn                  | Nationalitet   | Bana | Tid   |
| --------- | --------------------- | -------------- | ---- | ----- |
| 1         | Elfgard Schittenhelm  | Västtyskland   | 1    | 11,32 |
| 2         | Irena Szewińska       | Polen          | 8    | 11.33 |
| 3         | Sylviane Telliez      | Frankrike      | 6    | 11.36 |
| 4         | Sonia Lannaman        | Storbritannien | 4    | 11.45 |
| 5         | Brenda Matthews       | Nya Zeeland    | 2    | 11.77 |
| 6         | María Luisa Vilca     | Peru           | 5    | 11.85 |
| 7         | Claudette Powell      | Bahamas        | 3    | 12.01 |
| -         | Nadezjda Bezfamilnaja | Sovjetunionen  | 7    | DNS   |

### Kvartsfinaler

#### Heat 1
| Placering | Namn               | Nationalitet   | Bana | Tid   |
| --------- | ------------------ | -------------- | ---- | ----- |
| 1         | Silvia Chivás      | Kuba           | 3    | 11,22 |
| 2         | Raelene Boyle      | Australien     | 7    | 11.30 |
| 3         | Barbara Ferrell    | USA            | 5    | 11.38 |
| 4         | Esther Shakhamorov | Israel         | 6    | 11.46 |
| 5         | Ellen Strophal     | Östtyskland    | 8    | 11.48 |
| 6         | Anita Neil         | Storbritannien | 2    | 11.58 |
| 7         | Cecilia Molinari   | Italien        | 1    | 11.63 |
| 8         | Brenda Matthews    | Nya Zeeland    | 4    | 11.87 |

#### Heat 2
| Placering | Namn            | Nationalitet   | Bana | Tid   |
| --------- | --------------- | -------------- | ---- | ----- |
| 1         | Renate Stecher  | Östtyskland    | 5    | 11,27 |
| 2         | Irena Szewińska | Polen          | 6    | 11.49 |
| T3        | Ingrid Becker   | Västtyskland   | 4    | 11.52 |
| T3        | Rosie Allwood   | Jamaica        | 8    | 11.52 |
| 5         | Sonia Lannaman  | Storbritannien | 7    | 11.72 |
| 6         | Pam Kilborn     | Australien     | 1    | 11.85 |
| 7         | Hannah Afriyie  | Ghana          | 2    | 12.04 |
| 8         | Laura Nappi     | Italien        | 3    | 12.13 |

#### Heat 3
| Placering | Namn             | Nationalitet    | Bana | Tid   |
| --------- | ---------------- | --------------- | ---- | ----- |
| 1         | Annegret Richter | Västtyskland    | 8    | 11,33 |
| 2         | Eva Lehocká      | Tjeckoslovakien | 7    | 11.43 |
| 3         | Alice Annum      | Ghana           | 5    | 11.45 |
| 4         | Andrea Lynch     | Storbritannien  | 3    | 11.57 |
| 5         | Sylviane Telliez | Frankrike       | 6    | 11.64 |
| 6         | Mattiline Render | USA             | 2    | 11.67 |
| 7         | Marion Hoffman   | Australien      | 4    | 11.78 |
| 8         | Galina Bucharina | Sovjetunionen   | 1    | 11.81 |

#### Heat 4
| Placering | Namn                 | Nationalitet  | Bana | Tid   |
| --------- | -------------------- | ------------- | ---- | ----- |
| 1         | Iris Davis           | USA           | 1    | 11,27 |
| 2         | Elfgard Schittenhelm | Västtyskland  | 8    | 11.42 |
| 3         | Carmen Valdés        | Kuba          | 6    | 11.46 |
| 4         | Ljudmila Zjarkova    | Sovjetunionen | 4    | 11.46 |
| 5         | Wilma van Gool       | Nederländerna | 7    | 11.47 |
| 6         | Ivanka Valkova       | Bulgarien     | 5    | 11.48 |
| 7         | Evelin Kaufer        | Östtyskland   | 3    | 11.55 |
| 8         | Juana Mosquera       | Colombia      | 2    | 11.66 |

### Semifinaler

#### Heat 1
| Placering | Namn                 | Nationalitet    | Bana | Tid   |
| --------- | -------------------- | --------------- | ---- | ----- |
| 1         | Renate Stecher       | Östtyskland     | 2    | 11,18 |
| 2         | Iris Davis           | USA             | 3    | 11.36 |
| 3         | Eva Lehocká          | Tjeckoslovakien | 1    | 11.43 |
| 4         | Alice Annum          | Ghana           | 4    | 11.47 |
| 5         | Elfgard Schittenhelm | Västtyskland    | 6    | 11.49 |
| 6         | Carmen Valdés        | Kuba            | 8    | 11.52 |
| 7         | Ingrid Becker        | Västtyskland    | 7    | 11.53 |
| 8         | Rosie Allwood        | Jamaica         | 5    | 11.58 |

#### Heat 2
| Placering | Namn               | Nationalitet   | Bana | Tid   |
| --------- | ------------------ | -------------- | ---- | ----- |
| 1         | Raelene Boyle      | Australien     | 8    | 11.32 |
| 2         | Silvia Chivás      | Kuba           | 6    | 11.33 |
| 3         | Annegret Richter   | Västtyskland   | 7    | 11.39 |
| 4         | Barbara Ferrell    | USA            | 4    | 11.49 |
| 5         | Esther Shakhamorov | Israel         | 1    | 11.49 |
| 6         | Irena Szewińska    | Polen          | 2    | 11.54 |
| 7         | Andrea Lynch       | Storbritannien | 5    | 11.64 |
| 8         | Ljudmila Zjarkova  | Sovjetunionen  | 3    | 11.67 |

### Final
| Placering | Namn             | Nationalitet    | Bana | Tid   | Noteringar |
| --------- | ---------------- | --------------- | ---- | ----- | ---------- |
| 1         | Renate Stecher   | Östtyskland     | 3    | 11,07 | WR         |
| 2         | Raelene Boyle    | Australien      | 1    | 11,23 |            |
| 3         | Silvia Chivás    | Kuba            | 6    | 11,24 |            |
| 4         | Iris Davis       | USA             | 4    | 11,32 |            |
| 5         | Annegret Richter | Västtyskland    | 2    | 11,38 |            |
| 6         | Alice Annum      | Ghana           | 8    | 11,41 |            |
| 7         | Barbara Ferrell  | USA             | 5    | 11,45 |            |
| 8         | Eva Lehocká      | Tjeckoslovakien | 7    | 12,48 |            |